# Adolphe Billault
Auguste Adolphe Marie Billault, född 12 november 1805, död 13 oktober 1863, var en fransk jurist och politiker.
Billault invaldes 1837 i deputeradekammaren, där han än röstade med oppositionen, än med regeringspartiet, och var 1840 understatssekreterare hos Adolphe Thiers, varefter han fram till februarirevolutionen 1848 i synnerhet bekämpade François Guizot. År 1848 hade han säte i den konstituerade nationalförsamlingen. Som förtrogen till prins Louis Napoléon insattes han efter statskuppen 2 december 1851 i den lagstiftande kåren och blev samma år dess president. 1854 utnämndes han av Napoleon till inrikesminister och ledamot av senaten. Som sådan kvarstod han med ett kort avbrott till slutet av 1860, då han blev minister utan portfölj med särskild uppgift att försvara kejsarens politik inför representationen. Billaults skrifter och tal tillsammans med ett biografiskt förord utgav efter hans död av A. Huet.